# Extinção do Devoniano Superior
A extinção do Devoniano ou extinção massiva do Devoniano , é considerada a terceira mais intensa das extinções massivas a ser registrada na história da vida na Terra e atingiu o que é considerada como a "idade dos peixes", coincidente com a expansão da vegetação terrestre. Suas causas são ainda não conhecidas, atribuídas conjecturalmente a sucessivos impactos meteoríticos de grande escala, glaciação e diminuição da temperatura global, redução do dióxido de carbono e anoxia dos oceanos e outras massas d'água.
Entre estes fatores, ganha mais suporte entre os autores a queda acentuada da temperatura conjunta com a anoxia dos mares, mas o debate sobre a questão se mantém nos meios especializados.
Esta extinção massiva, diferentemente de outras extinções não se situa no final de um período geológico, no caso, na transição do período Devoniano para o Carbonífero, mas é situada na fase final do Devoniano (Frasniano e Famenniano), aproximadamente entre 377 e 362 milhões de anos atrás. Os peixes placodermos, como o Dunkleosteus, desapareceram nesta extinção em massa.
Discute-se se foi um evento para padrões da paleontologia instantâneo ou prolongado, com duração de dois a três milhões de anos. Seus efeitos se deram predominantemente sobre a vida marinha, com destaque para as então baixas latitudes. Havendo no período Devoniano, pelo menos hoje conhecidas, setenta famílias de peixes, apenas dezessete desas sobreviveram e passaram ao Carbonífero. Ainda que os dados deste período, pela sua própria datação não sejam suficientemente volumosos, estima-se que foram eliminadas 14 a 38% das famílias, 50 a 57% dos gêneros marinhos e 70 a 83% das espécies marinhas (Gibbs, 2001; McGhee Jr., 1996), predominantemente os amonóides, braquiópodes, briozoários, conodontes, corais, estromatoporóide, foraminíferos bentônicos e trilobitas. É citado que foi afetado até 90% do fitoplâncton. É registrada ainda significativa diminuição da vegetação terrestre,  evidenciando-se marcante declínio dos esporos fossilizados, embora os autores considerem que esta diminuição deu-se em período e tempo mais longo que a da extinção em massa claramente definida. Não existem significativos registros dos efeitos desta extinção sobre os vertebrados terrestres, embora tal evento tenha ocorrido quando estes estavam tomando os ambientes de terra seca.

## Causas
Uma vez que as extinções relacionadas a Kellwasser ocorreram durante tanto tempo, é difícil atribuir uma única causa e, de fato, separar a causa do efeito. O registro sedimentar mostra que o final do Devoniano foi uma época de mudanças ambientais, que afetou diretamente os organismos e causou a extinção. O que causou essas mudanças é um pouco mais aberto ao debate.
Os possíveis estopins são os seguintes:

### Impacto de bólido
Os impactos de bólidos podem ser desencadeadores dramáticos de extinções em massa. Um impacto de asteróide foi proposto como a causa principal desta mudança faunística.

### Evolução das plantas
Durante o Devoniano, as plantas terrestres passaram por uma fase de evolução extremamente significativa. Sua altura máxima passou de 30 cm no início do Devoniano, para 30 m No final do período. Este aumento de altura foi possibilitado pela evolução de sistemas vasculares avançados, que permitiram o crescimento de sistemas complexos de ramificação e enraizamento.

### Efeito no clima
Essas árvores altas exigiam sistemas de enraizamento profundo para adquirir água e nutrientes e fornecer ancoragem. Esses sistemas quebraram as camadas superiores da rocha e estabilizaram uma camada profunda de solo, que teria cerca de metros de espessura. Em contraste, as primeiras plantas do Devoniano apresentavam apenas rizóides e rizomas que não podiam penetrar mais do que alguns centímetros. Os recifes fósseis do Frasniano eram dominados por estromatólitos e (em menor grau) corais - organismos que só prosperam em condições de poucos nutrientes. Portanto, o influxo postulado de altos níveis de nutrientes pode ter causado uma extinção. As condições anóxicas se correlacionam melhor com as crises bióticas do que as fases de resfriamento, sugerindo que a anóxia pode ter desempenhado um papel dominante na extinção.

### Efeito no CO2
O "esverdeamento" dos continentes ocorreu durante o Devoniano. A cobertura dos continentes do planeta com massivas plantas terrestres fotossintetizantes nas primeiras florestas pode ter reduzido os níveis de CO2 na atmosfera. Como o CO2 é um gás de efeito estufa, níveis reduzidos podem ter ajudado a produzir um clima mais frio. Evidências como depósitos glaciais no norte do Brasil (próximo ao Pólo Sul Devoniano) sugerem uma glaciação generalizada no final do Devoniano, quando uma ampla massa continental cobriu a região polar. Uma das causas das extinções pode ter sido um episódio de resfriamento global, após o clima ameno do período Devoniano. O evento de Hangenberg também foi relacionado à glaciação nos trópicos equivalente à era glacial do Pleistoceno.

### Magmatismo e vulcanismo
O magmatismo foi sugerido como a causa da extinção do Devoniano Superior em 2002.  O final do período Devoniano teve magmatismo de armadilha extremamente difundido e rachaduras nas plataformas russa e siberiana, que estavam situadas acima das plumas do manto quente e sugeridas como uma causa das extinções Frasniana/Famenniana e final do Devoniano. Outro contribuidor poderia ser a extinta Caldera Cerbereana que estava ativa no período Devoniano Superior e que se acredita ter sofrido uma supererupção há aproximadamente 374 milhões de anos. Restos desta caldeira podem ser encontrados no estado moderno de Victoria , Austrália.

### Explosão de supernova
Um evento de extinção global cerca de 359 milhões de anos atrás pode ter sido desencadeado pela explosão de uma estrela distante. Os esporos fósseis de milhares de anos na fronteira dos períodos Devoniano e Carbonífero mostraram sinais de danos causados pela luz ultravioleta (UV). Esta descoberta sugere que um evento cataclísmico causou uma ruptura de longa duração na camada de ozônio da Terra, que protege o planeta dos nocivos raios ultravioleta. Um provável candidato para esta explosão de luz ultravioleta pode ser uma ou mais supernovas que explodiram dentro de 65 anos-luz da Terra. A explosão da supernova pode ter rompido a camada de ozônio da Terra e causado a extinção de ecossistemas inteiros.